# Danae dentipes
Danae dentipes es una especie de coleóptero de la familia Endomychidae.

## Distribución geográfica
Habita en el sur de África.